# Hopes Die Last
Hopes Die Last var ett Metalcore-band från Italien.

## Medlemmar
Senaste medlemmar
- Daniele Tofani – screaming (2009–2017), sång (2015–2017)
- Marco Montevani – sologitarr (2004–2017), sång (2004–2006, 2015–2017)
- Luigi Magliocca – rytmgitarr (2008–2017)
- Yuri Santurri – basgitarr (2015–2017)
- Danilo Menna – trummor, slagverk (2015–2017)

Tidigare medlemmar
- Marco "Becko" Calanca – basgitarr, keyboard (2004–2015), sång (2006–2015)
- Ivan Panella – trummor, slagverk (2004–2015)
- Valerio "Nekso" Corsi – keyboard, elektronik (2013)
- Nicolò "Nick" Arquilla (aka Razihel) – sång (2004–2008)
- Jacopo Iannariello – rytmgitarr (2004–2008)

## Diskografi
Demo
- Aim For Tomorrow (2005)

Studioalbum
- Six Years Home (2009)
- Trust No One (2012)

EP
- Your Face Down Now (2007)
- Wolfpack (2013)

Singlar
- "Unleash Hell" (2012)
- "Never Trust the Hazel Eyed" (2012)